# Фалько из Беневенто

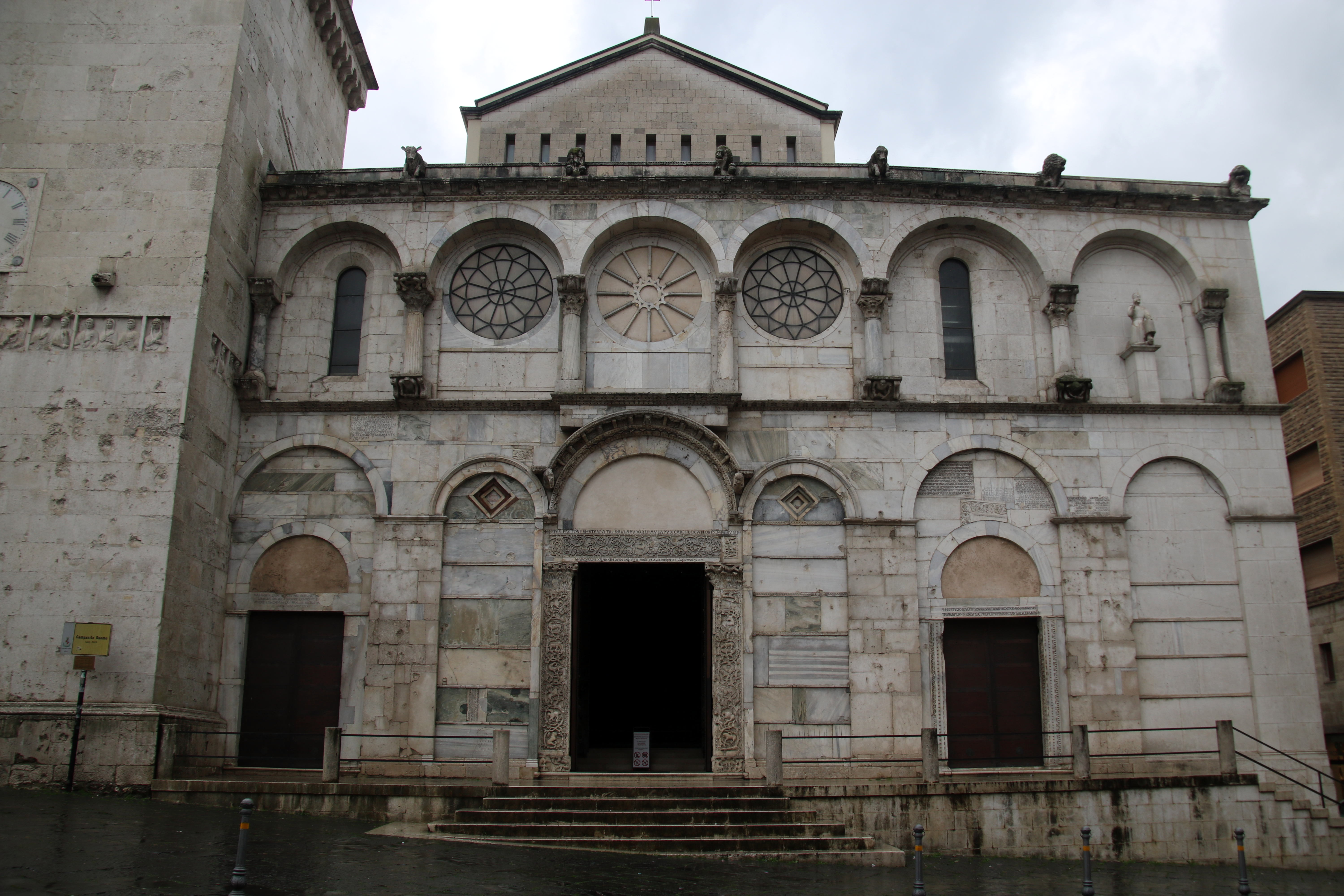
Кафедральный собор Санта-Мария-де-Епископио в Беневенто, VIII—X вв.

Фалько из Беневенто, или Фальконе Беневентано (итал. Falcóne Beneventano или Folcone di Benevento, ланг. Falco Penevent, лат. Folcardus Beneventanus; около 1070 — после 1144 или 1145) — итало-лангобардский хронист, нотариус папского дворца и городской судья из Беневенто. Автор «Беневентской хроники» (лат. Chronicon Beneventanum), одного из главных, наряду с «Деяниями Рожера II» Алессандро из Телезе, источников начального периода истории сицилийско-нормандской монархии. Наиболее ранний, наряду с Каффаро ди Рустико из Генуи, светский автор итальянской городской хроники.

## Биография

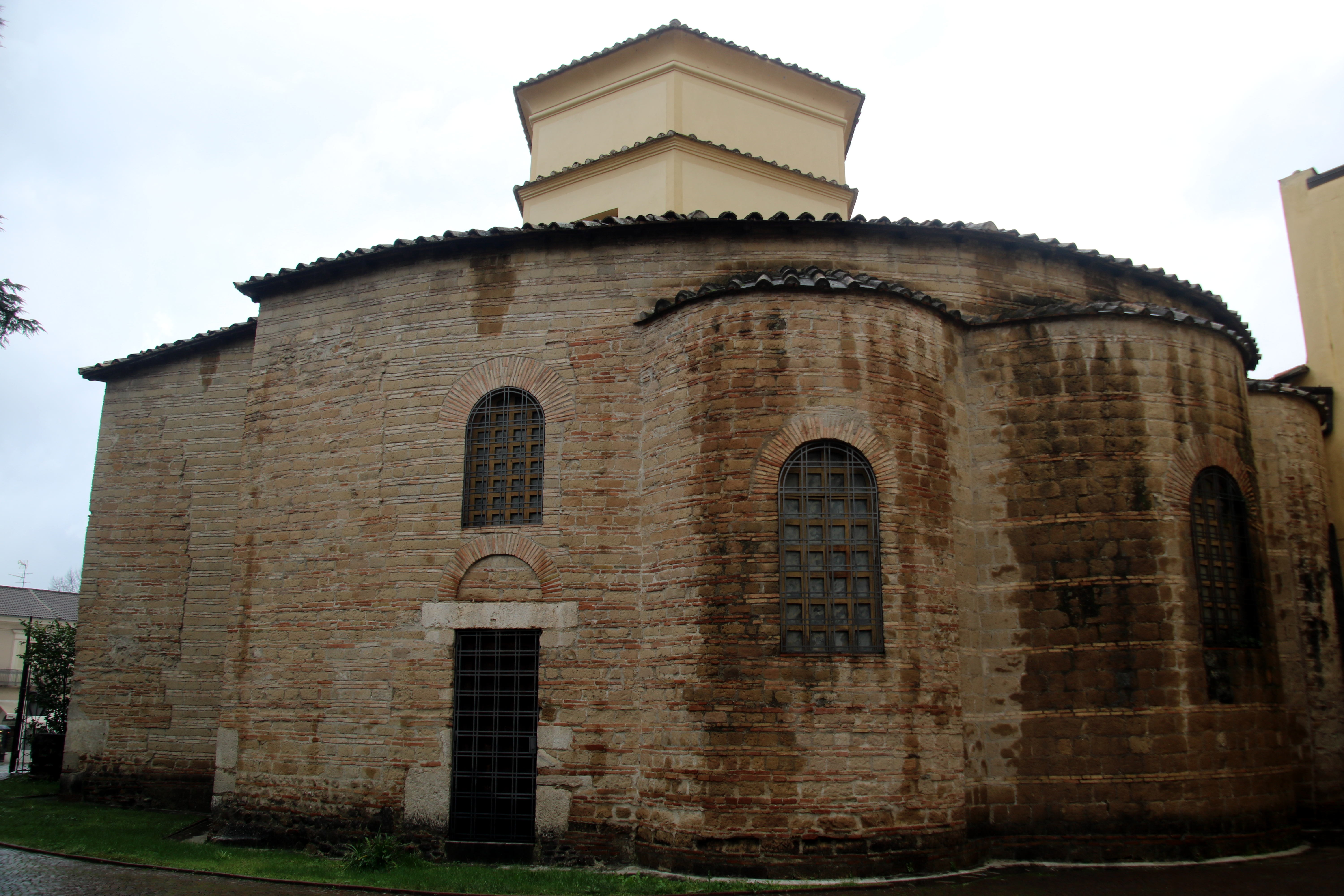
Лангобардская церковь Санта-София в Беневенто, VIII в.

Родился около 1070 году в знатной семье лангобардского происхождения в Беневенто (Кампания), ставшем в 1081 году частью папских владений. Возможно, получил духовное образование при местном монастыре Санта-София, но священного сана, по-видимому, не имел. Согласно сохранившемуся в хронике этой обители (лат. Chronicon monasterii Sanctae Sophiae) документу, с 1092 года служил писцом и нотариусом при местном дворе папы Урбана II. С 1107 года занимал должность городского нотариуса, сделавшись не только свидетелем, но и активным действующим лицом политической и гражданской жизни Беневенто, а также получив доступ ко многим важным документам, включая акты и послания папской курии и местных монастырей.
Решающими для организации папского управления Беневенто стали годы понтификата Пасхалия II (1099—1118), установившего, что назначать местных настоятелей должен Рим. Когда в 1113 году беневентцы избрали нового настоятеля без святейшего дозволения, местный нобилитет, включая самого Фалько, выступил против, после чего прибывший в город папа самолично отменил это назначение, наказав виновных. В октябре 1114 года на соборе в Чепрано Пасхалием низложен был попавший к нему в опалу беневентский архиепископ Ландольфо Рангоне, восстановленный, однако, в своей должности 11 августа 1116 года, а по возвращении в город развернувший кипучую деятельность по реформированию местной церкви. В мае 1119 года он эксгумировал и освятил мощи местночтимых святых, которым, среди прочих, поклонился и Фалько. 
В июле 1120 года последний присутствовал при избрании нового настоятеля монастыря Санта-София Джованни Грамматико, а в 1121 году при освящении Вифлеемской часовни монастыря Санта-Мария-ди-Порта-Сомма архиепископом Роффредо II, описав это в своей хронике. 1120-е годы стали трудным временем для Беневенто, оказавшегося во власти наложивших на него дань нормандских баронов. Борьба между группировками последних неизбежно отражалась на жизни горожан, и после того как, к примеру, 12 мая 1121 года в окрестностях Беневенто убит был Роберто ди Монтефуско, Фалько вместе с остальными осматривал его разрубленное на куски тело.
В 1124 и 1125 годах жизнь Беневенто взволновали два запоминающихся события: в первый год при реконструкции местного собора под алтарём была найдена гробница покровителя города Святого Барбата, в обретении мощей которого принимал участие и Фалько, а в следующем город пострадал от сильного землетрясения, последствия которого были также описаны хронистом. Важнейшие события последующих лет, включая смерть в Апулии герцога Вильгельма II (1127), приход там к власти Рожера II и основание им Сицилийского королевства (1130), описаны Фалько с чужих слов, однако в дальнейшем он излагает факты преимущественно в качестве очевидца.
В годы восьмилетней схизмы, последовавшей за смертью папы Гонория II (1130), когда Беневенто стал центром борьбы между сторонниками нового понтифика Иннокентия II, изгнанного из Рима антипапой Анаклетом II, и приверженцами поддерживавшего последнего короля Сицилии Рожера II, осторожный Фалько поначалу не выступил на стороне ни одной из двух партий. Но в июле 1132 года, когда стало ясно, что пакты, заключенные беневентцами с Рожером, равносильны потере городской свободы, он открыто выразил поддержку законному папе, активно участвуя в изгнании его противников и добиваясь того, чтобы в город вступил назначенный им кардинал Герардо. В апреле 1133 года делегация из Беневенто отправилась в Рим, чтобы встретиться с Иннокентием и его союзником — германским императором Лотарем II. 
Вероятно, одним из результатов этого посольства стало назначение в 1133 году Фалько, заручившегося поддержкой Герардо и наместника Ролпотоне, городским судьёй, о чём свидетельствует не только его собственная хроника, но и 16 сохранившихся собственноручно подписанных им подлинных документов.
Однако весной 1134 года, когда высадившийся в Италии Рожер Сицилийский одержал победу над графами Робертом Капуанским и Райнульфом Алифанским, всем сторонникам антинормандской партии, включая самого хрониста, пришлось бежать из Беневенто в Неаполь, где изгнанники пребывали вплоть до 1137 года, когда после второго итальянского похода Лотаря Иннокентию удалось вернуть себе, наконец, Рим. Вернувшись в Беневенто, Фалько содействовал тому, чтобы германский император освободил беневентцев от всех налогов, взимавшихся нормандцами.
Внезапная смерть императора Лотаря 4 декабря 1137 года вернула политическую ситуацию в Беневенто к исходной точке, и пронормандская партия снова взяла верх, предприняв, однако, на сей раз попытку достичь компромисса со своими противниками. Прислушавшись к просьбе архиепископа Россеманно, установивший своеобразный протекторат над Беневенто Рожер II подтвердил освобождение его граждан от налогов, которые они ранее уплачивали нормандцам, а после смерти 25 января 1138 года антипапы Анаклета заключил мир и с папой Иннокентием.
Зафиксировавший в своей хронике все эти события Фалько, вероятно, исполнял обязанности судьи до 1143 года, когда ушёл на покой. Существует малообоснованная гипотеза, согласно которой он дожил до 1154 года, когда умер Рожер II. В основе неё лежит приведённое в его хронике обвинение в адрес заточённого в монастырскую темницу ставленника покойного Анаклета кардинала Кресченти в поддержке «презренной памяти» (лат. nefandae memoriae) короля Сицилии. Она опровергается тем фактом, что данное выражение употребляется хронистом, как минимум, ещё в двенадцати местах, в отношении разных исторических персонажей.  
Вероятнее всего, Фалько умер в Беневенто не позже 1145 года и, будучи значительным лицом в городе, был похоронен в местном кафедральном соборе.

## Хроника
Основной труд Фалько, латинская «Беневентская хроника» (лат. Chronicon Beneventanum), начало и конец которой до нас не дошли, в законченном своём виде, вероятно, охватывала события начиная с 1099 года, но в сохранившихся редакциях освещает их между 1102 и 1140 годами, являясь одним из главных источников по истории Меццоджорно этого периода. В анналистической форме она излагает историю самого города Беневенто и одноимённого княжества, уделяя также внимание внешнеполитическим и церковным делам.
Согласно гипотезе британского медиевиста профессора Лидсского университета Грэма Энтони Лоу, Фалько составлял свою хронику не в течение определённого периода своей жизни, а частями и в разное время, начав её не позже 1127 года. При это он явно записывал в неё события спустя некоторое время, а также вносил дополнения в ранее написанный текст. Например, под 1130 годом он вспоминает о ранении некого Иоанна Шута (лат. Ioannes Iocularius), добавив, что после него тот прожил тогда ещё немало лет (лат. qui plures postea advixit annos). Первоначальная редакция хроники, очевидно, оканчивалась 1138 годом, триумфом императора Лотаря и папы Иннокентия, вторая же, расширенная, останавливалась на событиях 1144 года, вскоре после которого, вероятно, умер её автор.
Свидетельства Фалько ценны не только тем, что как папский нотариус и городской судья он имел доступ к важным документам, но и тем, что многие события он описывал в качестве очевидца, довольно обстоятельно, хотя и предвзято, поскольку, будучи патриотом-лангобардом, испытывавшим, по словам Т. С. Брауна, «чувства неприкрытой гордости за свой город и яростной ненависти к норманнам» и представлявшим их шайкой невежественных грабителей. Помимо архивных материалов и устных рассказов, он мог пользоваться составлявшимися в монастыре Санта-София «Беневентскими анналами» (788—1130), сведения из которых заимствовал, как минимум, до 1112 года.
Следует также учитывать, что если во внутригородских событиях, церковных прениях и некоторых дипломатических миссиях Фалько участвовал лично, от военного дела он был бесконечно далёк. Поэтому в описании им, к примеру, сражения Рожера II с Райнульфом Алифанским и Робертом Капуанским 24 июля 1132 года при Ночере заслуживает большего внимания описание захваченной добычи, нежели рассуждения о построении, стратегии и тактике противоборствующих армий.
Неприкрытая ненависть Фалько к сицилийскому королю заставляет сомневаться и в безусловной достоверности его рассказов о подавлении Рожером в 1133 году восстания в Апулии, когда этот «могущественный тиран» с помощью сицилийских сарацин буквально опустошал, по словам хрониста, захваченные города, проявляя «такую жестокость, которой христиане прежде не знали», или же об осаде Неаполя (1135—1136), жители которого «предпочитали умереть с голоду, нежели подставить свои выи под ярмо дурного короля». Захватив после отступления Лотаря из Италии в октябре 1137 года Капую, безжалостный Рожер, рассказывает хронист, «приказал полностью разорить город... его воины разграбили церкви и обесчестили женщин, и даже монахинь». После же вступления осенью 1139 году сицилийского войска в Бари, по словам Фалько «такой ужас воцарился в городе, что ни один мужчина и ни одна женщина не дерзали выйти на улицу или на площадь». В противовес этим душераздирающим рассказам можно привести сообщение Фалько о реакции апулийцев на последовавшую 30 апреля 1139 года смерть противника Готвилей графа Райнульфа Алифанского, по которому не только причитали вдовы и девицы, старики и дети, но и рвали на себе волосы и раздирали грудь и щёки взрослые мужи.
Помимо тенденциозности в оценках, написанное классической латынью сочинение Фалько отличается некоторой скудостью лексики, выражающейся в обилии повторяющихся стилистических фигур и стандартизированных формул, однако язык его выделяется разнообразием своих тонов: от мрачного и предельно реалистического до восторженного и мечтательного. Эффектные рассказы о военных походах, осадах и церковных соборах, красочные описания праздничных процессий и религиозных церемоний, оживлённые диалоги персонажей, по большей части вымышленные — всё это роднит его не только с хроникой сицилийца Гуго Фальканда, но и с повествовательной художественной прозой позднейшей эпохи, нашедшей своё отражение в жанре новеллино.
В рецензии на флорентийское издание сочинения Фалько 1998 года профессор Университета провинции Базиликата (Потенца) Фульвио делле Донне так оценивает роль хрониста в политике и средневековой историографии: «Фалько часто считают защитником лангобардской партии, боровшейся с попытками нормандцев установить свое господство. Однако правильнее рассматривать его хронику как произведение, описывающее попытки Беневенто обрести автономию как от тягостного папского диктата, так и от нормандского вмешательства. Несомненна принадлежность Фалько к папской и антинормандской фракции, но он, пускай с некоторыми колебаниями, оценивает в своей хронике события с собственной точки зрения. Он принадлежит к городской аристократии, ревностно хранящей свои древние традиции, ищущей защиты как от опасности нормандских вторжений, так и от подрывной в её глазах деятельности «народной» или «буржуазной» фракции, стремившейся к соглашению с норманнами, что создавало трудности и препятствия её торговым интересам».

## Рукописи и издания
Хотя вводная и заключительная части  хроники Фально были утеряны в старину, ещё в XIII веке они известны были анонимному автору «Хроники римских понтификов и императоров, а также деяний в Апулии» (лат. Chronica Romanorum pontificum et imperatorum ac de rebus in Apulia gestis), пользовавшемуся ею в разделах за 1099—1103 и 1140—1149 годы, а также автору анналов цистерцианского монастыря Санта-Мария-делла-Феррария в Вайрано-Патенора (совр. провинция Казерта), заимствовавшему из неё сведения до 1144 года.
На сегодняшний день известно четыре рукописи хроники: Barberiniano Latino 2330 и Barberiniano Latino 2345 из Ватиканской апостольской библиотеки, и San Martino 66 и San Martino 364 из Национальной библиотеки Неаполя. Все они, прямо или косвенно, восходят к неполной рукописи XII века, найденной в 1530 году в Беневенто Джулио дель Синдико, но позже утраченной.
Впервые хроника напечатана была в 1626 году в Неаполе по вышеназванному манускрипту XII столетия Антонио Каррачиолло, включившим её в сборник «Четыре старинных хрониста». Заново отредактированное издание её по новым рукописям выпустил там же в 1643 году Камилло Перегрино в составе сборника «История лангобардских правителей». В 1724 году её оригинальный текст опубликовал в составе 5-го тома «Rerum Italicarum Scriptores» церковный историк Лудовико Антонио Муратори, а в 1854 году переиздал в Париже  в 173-м томе «Patrologia Latina» практически без изменений учёный аббат Жак Поль Минь.
Академическое издание хроники в оригинале и итальянском переводе подготовлено было в 1845 году известным политиком и правоведом Джузеппе дель Ре для первого тома задуманной им серии «Неаполитанские хронисты и современные им писатели». Новейшая оригинальная итальянская публикация выпущена была в 1998 году во Флоренции под редакцией филолога из неаполитанского Университета сестры Урсулы Бенинкаса Эдоардо Д'Анджело. Комментированные итальянские переводы подготовлены были к изданию в 2000 году в Неаполе Раффаэлло Матараццо и в 2017 году в Кассино Вито Ло Курто.

## Публикации
- Falconis Beneventani Chronicon // Antiqui chronologi quatuor Herempertus Langobardus, Lupus Protospata, Anonymus Cassinensis, Falco Beneventanus cum appendicibus historicis, a cura di Antonio Caracciolo. — Neapoli: Typis Scorigianis, 1626. — pp. 177–343.  (лат.)
- Castigationes in Chronicon Falconis Beneventani // Historia principum Langobardorum. A cura di Camillo Pellegrino. — Neapoli, 1643. — pp. 145–184.  (лат.)
- Falconis Beneventani Chronicon // Rerum Italicarum scriptores. Raccolta di fonti, ideata da Ludovico Antonio Muratori. — Tomus V. — Mediolani: Typographia Societatis Palatinae in Regia Curia, 1724. — pp. 82–133.  (лат.)
- Cronica di Falcone Beneventano (Falconis Beneventani Chronicon). Con note e comenti di Camillo Pellegrino // Cronisti e Scrittori sincroni Napoletani, editi e inediti, pubblicati da Giuseppe del Re. — Volume I. — Napoli: Stamperia dell'Iride, 1845. — S. 157–276.  (лат.)  (итал.)
- Falconis Beneventani Chronicon // Patrologia Latina. Accurante J.–P. Migne. — Tomus CLXXIII. — Paris, 1854. — Coll. 1146–1260.  (лат.)
- Falcone di Benevento. Chronicon Beneventanum // Città e feudi nell'Italia dei Normanni; a cura di Edoardo D'Angelo. — Firenze: SISMEL-Edizioni del Galluzzo, 1998. — (Per verba: testi mediolatini con traduzione; 9). — ISBN 88-87027-17-X.  (лат.)
- Falcone Beneventano. Chronicon. Traduzione, introduzione e note di Raffaele Matarazzo. — Napoli: Arte tipografica, 2000. — (Thesaurus rerum Beneventanarum).  (итал.)
- Falcone di Benevento. Cronaca. Introduzione, traduzione e note di Vito Lo Curto. — Cassino: F. Ciolfi, 2017. — 271 p. — (Collana di testi storici medioevali, 21). — ISBN 978-8886810845.  (итал.)